# 三菱日联银行（中国）
三菱日联银行（中国）有限公司（英語：MUFG Bank (China), Ltd.，简称：三菱日联中国）是三菱UFJ銀行于2007年7月在中国全额出资成立的外商独资银行，总部位于上海市浦东新区陆家嘴环路1233号汇亚大厦22楼，其业务范围包括存贷款业务、人民币及外汇业务、进出口及贸易融资衍生产品业务、信用调查和咨询业务等由中国银行业监督管理委员会批准的业务。截止到2017年6月，三菱日联银行在中国大陆地区拥有14家分行和7家支行，是三菱UFJ金融集团在日本本土以外最大的分支机构。

## 在华历史
三菱日联银行的前身之一东京银行在1958年与中国银行签订了中日间的代理行协议，这是第一份中日间外汇交易合作协议。1980年2月，原东京银行开设北京代表处，成为首家在北京开设代表处的外资商业银行。1982年和1984年，该行又分别开设了上海代表处（首家日资商业银行）和广州代表处、大连代表处（首家外资商业银行）。1986年，原东京银行开设深圳分行，成为首家在深圳开设分行的日资银行。此后，该行又陆续在中国境内开设多处代表处并将部分代表处率先升格为分行。
2006年3月，原东京三菱银行与原日联银行合并成为三菱东京日联银行，同年该行出资1.8亿美元购买了在香港上市的中国银行的股票，成为首家参股中资商业银行的日本商业银行。
2007年7月，三菱东京日联银行（中国）有限公司在上海成立，三菱东京日联银行在中国大陆的分支机构均转移到该公司旗下。2008年11月14日，标准普尔评级服务宣布授予三菱东京日联银行（中国）有限公司“A+”和“A-1”的长期和短期交易对手信用评级，评级展望稳定。2009年12月，三菱东京日联银行（中国）有限公司获得了在银行同业间债券市场上发行以人民币计价的债券的许可，成为首家获准在中国境内发行人民币债券的外资商业银行。
2018年6月11日，三菱东京日联银行（中国）有限公司更名为三菱日联银行（中国）有限公司。

## 在华机构
- - 北京分行
    - 亦庄经济技术开发区支行

  - 上海分行
    - 上海自贸区支行
    - 虹桥支行（已关闭）

  - 大连分行
    - 大连经济技术开发区支行

  - 深圳分行
  - 苏州分行
    - 常熟支行

  - 天津分行
    - 天津滨海支行

  - 无锡分行
  - 广州分行
    - 南沙支行

  - 成都分行
  - 青岛分行
  - 武汉分行
  - 沈阳分行
  - 福州分行
  - 杭州分行